# ديوفيزية
الديوفيزية أو الطبيعتان (باليونانية: δυοφυσῖται) هو مصطلح لاهوتي مسيحي يستعمل في شرح العلاقة بين الطبيعتين الإلهية والبشرية للمسيح بحسب أتباع مجمع خلقيدونية. بحسب هذه العقيدة فإن الطبيعتان الإلهية والبشرية موجودتان في أقنوم الابن من دون تدامج أو تغيير.
يستعمل المصطلح كذلك في وصف العقيدة النسطورية التي ناقشها مجمع أفسس.